# 1687 Glarona
Az 1687 Glarona (ideiglenes jelöléssel 1965 SC) a Naprendszer kisbolygóövében található aszteroida. Paul Wild fedezte fel 1965. szeptember 19-én.